# Kesambi (Porong)
Kesambi is een bestuurslaag in het regentschap Sidoarjo van de provincie Oost-Java, Indonesië. Kesambi telt 4805 inwoners (volkstelling 2010).